# Cartoon Network (Italie)
Pour les articles homonymes, voir Cartoon Network (homonymie).
Cartoon Network est une chaîne de télévision thématique italienne du groupe Warner Bros. Discovery créée en 1998. La chaîne est disponible sur le satellite, le câble et l'IPTV. Lancé le 31 décembre 2003, Cartoon Network +1 renvoie la même programmation avec une heure de retard.

## Histoire
Cartoon Network fut lancé le 17 septembre 1993 dans toute l'Europe. Diffusé gratuitement par satellite, il partageait son canal avec TNT.
Une version localisée pour l'Europe du Sud (France, Italie et Espagne) est lancée en juin 1998, avec un support complet de l'italien. Le flux italien devient indépendant quelques mois après. Diffusé sur les plate-formes numériques par satellite Tele+ et TV Stream, il figure maintenant dans le bouquet de Sky, qui en 2003 a réuni les deux plates-formes satellitaires.
Le 8 décembre 2008, la chaîne est ajoutée sur Mediaset Premium dans le bouquet « jeunesse ». Le 1er juin 2018, elle est retirée de cette plateforme.
Depuis le 28 novembre 2016, Cartoon Network est transmise en haute définition sur Sky et depuis mars 2020 sur UPC.

## Identité visuelle

### Logos

Le premier logo de Cartoon Network diffusé de 1996 à 2006.
Logo, utilisé de 2006 au 28 novembre 2010.
Logo de Cartoon Network depuis le 29 novembre 2010